# Maxime Zetkin
Pour les articles homonymes, voir Zetkin.
Maxime Zetkin, né à Paris le 1er août 1883 et mort à Berlin-Est le 19 août 1965, est un homme politique et chirurgien allemand.

## Biographie
Maxime Zetkin est né en 1883 à Paris. Ses parents étaient Ossip et Clara Zetkin. Son frère cadet Constantin Zetkin est venu au monde deux ans plus tard. Après des études au sein d'un lycée à Stuttgart, les frères Zetkin entament des études de médecine à Munich, de 1902 à 1908. Il fut promu en 1909.
En 1902, Maxime Zetkin intègre le parti social-démocrate, avant de changer pour le Parti social-démocrate indépendant d'Allemagne en 1917, puis pour le Parti Communiste en 1919.
À partir de 1920, Maxime Zetkin travaille comme chirurgien à Moscou, tout en devenant politiquement actif en Russie. Il s'encarte au parti communiste de l'Union soviétique en 1924. En 1935 il devient conférencier à l'université d'État de Moscou. En 1936-1937, il s'engage comme médecin dans les rangs de l'Armée populaire de la République espagnole.
Après son retour en Union soviétique, Maxime Zetkin est nommé médecin en chef de 1939 à 1941, puis il travailla jusqu'à la fin de la guerre dans le Caucase.
Par la suite, Maxime Zetkin rentra en Allemagne et participa à la reconstruction des équipements de santé dans la zone d'occupation soviétique. Il intègre le Parti socialiste unifié d'Allemagne en 1946. De 1947 à 1960, il fut professeur à l'université Humboldt. En parallèle à ces activités, il fut directeur médical de la Charité en 1949 et devint, à partir de 1950, un des collaborateurs du ministère de la Santé de la RDA. Maxime Zetkin fut également co-rédacteur du traité Peuple et Santé et publia de nombreux travaux, dont notamment le Dictionnaire médical.
Pour l'ensemble de ses réalisations, le titre de Médecin émérite du Peuple (de) lui fut décerné en 1950. La médaille de bronze de l'ordre du mérite patriotique lui fut donnée en 1955. Il reçut la médaille d'argent en 1958, puis celle en or.
Maxime Zetkin portait également la médaille Hans-Beimler et le titre honorifique de scientifique exceptionnel du Peuple (de) (1963). En 1955, il fut correspondant-collaborateur de l'Académie des sciences de la RDA.
Il mourut en 1965 à Berlin. Il fut enterré dans une tombe du chemin de Pergola du mémorial du Socialisme au niveau du cimetière central de Friedrichsfelde, à Berlin-Lichtenberg. En 1983 et 1987, l'hôpital de Nordhausen puis la section de médecine militaire de l'université de Greifswald (de) ont été baptisés de son nom.

## Publications
- Die Chirurgie des Traumas (en tant qu'éditeur), Berlin 1955–1958
- Wörterbuch der Medizin (en tant qu'éditeur en collaboration avec H. Schaldach), Berlin 1956
- Deutsche Gesamtausgabe der Werke von I. P. Pawlow (en tant qu'éditeur), Berlin 1953–1954

## Sources
- Peter Schneck, Bernd-Rainer Barth: Zetkin, Maxim. In: Wer war wer in der DDR? 5. Ausgabe. Tome 2, ch. Links, Berlin 2010,  (ISBN 978-3-86153-561-4).